# Инцидент на границе (фильм)
«Инцидент на границе» (англ. Border Incident) — фильм нуар режиссёра Энтони Манна, который вышел на экраны в 1949 году.
Фильм рассказывает о совместной операции американской и мексиканской иммиграционных служб с целью пресечения незаконной переправки мексиканских сельскохозяйственных рабочих для работы на американских ранчо. Для реализации этого плана мексиканский агент (Рикардо Монталбан) и его американский коллега (Джордж Мерфи) под прикрытием внедряются в банду, действующую по обе стороны границы, в итоге разоблачая и уничтожая её главарей.

## Сюжет
Фильм открывается закадровым вступлением: «Перед вами Олл-Американ-канал. Он тянется сквозь пустыню на много миль вдоль калифорнийско-мексиканской границы… Сельское хозяйство в калифорнийской долине Империал… требует огромной армии работников,… и эта армия работников приходит от нашего южного соседа, из Мексики. … Это проблема человеческого страдания и несправедливости, о которой вы должны знать. Следующий случай основан на реальной информации Службы иммиграции и натурализации о нескольких подобных инцидентах»…
У канала Олл-Американ сотни мексиканских сельскохозяйственных рабочих, известных как «брасерос», ежедневно ожидают возможности перейти на территорию Калифорнии. Большинство рабочих пересекают границу США легально, однако некоторые проникают туда нелегально. Многих из них грабят и убивают бандиты, которые устраивают засады на брасеро на их пути домой. Чтобы положить конец деятельности этих смертельно опасных банд мексиканское и американское правительства решили провести специальную рабочую встречу, по итогам которой мексиканский следователь по делам иммиграции Пабло Родригес (Рикардо Монталбан) и его американский коллега Джек Бирнс (Джордж Мерфи) получают задание найти и обезвредить банду преступников, орудующих на границе. Согласно совместному плану Пабло под видом брасеро должен пройти всю цепочку нелегального пути мексиканского рабочего. Джек в свою очередь должен идти вслед за Пабло, отрабатывая контакты, которые тот устанавливает на мексиканской территории. В очереди за получением легального разрешения на работу в США Пабло знакомится с мексиканским крестьянином Хуаном Гарсия (Джеймс Митчелл), который сообщает, что не может получить разрешение уже в течение шести недель. По просьбе Пабло его новый знакомый показывает ему человека, который может вывести на людей, которые занимаются нелегальной переправкой брасеро в США. Заплатив 70 песо, Пабло получает адрес, где вечером он должен будет сесть на грузовик, успевая сообщить об этом Джеку. Перед посадкой в машину контрабандисты проверяют у всех брасеро ладони, устанавливая, что у Пабло они слишком мягкие и гладкие для сельскохозяйственного рабочего. Тем не менее, Пабло сажают в грузовик и вместе с другими брасеро доставляют на ранчо Оуэна Парксона (Говард да Сильва), который возглавляет преступную организацию по контрабанде мексиканских сельскохозяйственных рабочих в США. Пабло объясняет Парксону и его людям, что в действительности он не брасеро, а преступник, который после крупного ограбления находится в розыске в Мексике, и ему надо было бежать из страны. Начав работать в поле, Пабло видит, каким обманам и притеснениям подвергаются нелегальные рабочие, положение которых намного хуже тех, кто пребывает в страну легально. Тем временем Джек, который потерял связь с Пабло после переправки того в США, преступает к следующему этапу операции. Он выходит на людей Парксона в Мексике, давая им понять, что похитил более 400 бланков разрешений на работу, в результате чего в настоящий момент находится в федеральном розыске. Бандиты сначала запугивают и избивают Джека, но увидев официальные документы (которые в действительности сфабрикованы американскими властями), согласно которым он действительно похитил эти разрешения, сообщают об этом Парксону, которому эти бланки необходимы для легализации незаконно ввезённых им брасерос. Парксон посылает своих людей во главе с Джеффом Эмбоем (Чарльз Макгроу), которые срочно доставляют Джека на его ранчо. Джек сообщает главарю банды, что похищенные им разрешения хранятся в банковской ячейке в Арканзасе, и по его требованию его партнёр готов их немедленно выслать на ранчо. Согласовав цену по 10 долларов за один бланк, Джек под контролем Парксона даёт телеграмму своему человеку о том, чтобы тот выслал бланки разрешений на адрес ближайшего к ранчо почтового отделения. Тем временем Пабло узнаёт от Хуана, что Парксон держит Джека под охраной, и ночью проникает к нему, успевая лишь выяснить телефон и имя агента, который курирует операцию в США. На почте американские оперативники устраивают засаду на человека Парксона, который приехал за посылкой с бланками, однако тому удаётся оторваться от преследователей и доставить посылку на ранчо. Довольный таким ходом дел, Парксон даёт указание о переправке к нему из Мексики 400 нелегальных рабочих, которых он начинает распределять по известным ему ранчо вдоль границы. В тот момент, когда Парксон собирается рассчитаться с Джеком, к нему поступает звонок от человека, который проследил за контактом Джека в Арканзасе, выяснив, что тот работает на Службу иммиграции. Поняв, что Джек является правительственным агентом, Парксон поручает Эмбою избавиться от него, и чтобы замести следы, сажает всех нелегальных рабочих на грузовики и срочно отправляет обратно в Мексику, поручая уничтожить тех из них, кто знает о преступлениях его банды. Когда Пабло вместе с другими рабочими силой загоняют в грузовик, он понимает, что с ними собираются расправиться. Во время движения он пробирается в кабину водителя, и выбросив того на дорогу, разворачивает грузовик и спешит на помощь Джеку, которого Эмбой вывел в поле, а затем ранил его из ружья. Пабло не успевает спасти Джека, подъезжая в тот момент, когда Эмбой садится за руль бульдозера и переезжает раненого Джека, разрубая его электроплугом. Пабло возвращается в грузовик и доезжает до ближайшего жилого дома, сообщая представителю спецслужб по телефону, данному Джеком, где находится Парксон и остальные члены банды. В этот момент выясняется, что хозяйкой дома является жена Эмбоя, которая направляет на Пабло и Хуана оружие и вызывает мужа. Тем временем Парксон спешно собирает вещи, чтобы срочно бежать, однако Эмбой, угрожая ему оружием, говорит, что теперь Парксон будет работать на него наравне с другими бандитами. Они приезжают к жене Эмбоя, сажают Пабло и Хуана обратно в грузовик и везут их в Долину смерти. В пути Пабло объясняет другим брасерос, что их собираются убить, и потому предлагает оказать бандитам максимальное сопротивление. Добравшись до Долины смерти, Эмбой приказывает Парксону конвоировать брасерос вдоль узкого ущелья, в конце которого находятся зыбучие пески, в то время, как остальные бандиты занимают позиции на холмах. Пабло удаётся выхватить у Парксона ружьё, после чего начинается перестрелка, в ходе которой Эмбой убивает Парксона, а Пабло убивает Эмбоя. В последующей драке на ножах брасерос убивают нескольких бандитов, после чего на место пребывают вызванные Пабло полицейские силы, арестовывая оставшихся в живых преступников. В финале картины закадровый голос сообщает, что в результате этой операции был нанесён решительный удар по контрабанде нелегальной рабочей силы.

## В ролях
- Рикардо Монталбан — Пабло Родригес
- Джордж Мерфи — Джек Бирнс
- Говард да Сильва — Оуэн Парксон
- Джеймс Митчелл — Хуан Гарсия
- Чарльз Макгроу — Джефф Эмбой
- Арнольд Мосс — Зопилот
- Альфонсо Бедойя — Кучилло
- Джон Риджли — мистер Нили
- Артур Ханникатт — Клэйтон Норделл
- Сиг Рамэн — Хьюго Вольфганг Ульрих
- Джек Ламберт — Чак
- Тереза Челли — Мария Гарсия
- Хозе Торвай — Поколоко
- Отто Уолдис — Фритц

## Создатели фильма и исполнители главных ролей
Как однажды заметил режиссёр Энтони Манн, «если вы собираетесь рассказать историю, то вместо того, чтобы рассказывать умную историю — которая неизбежно потребует огромного количества слов — вам надо выбрать такую историю, которая в первую очередь обладает великолепными визуальными качествами». В этой связи историк кино Арнольд подчёркивает, что «верный такой стратегии, Манн избегал чрезмерно политизированных и чрезмерно морализирующих сценариев всегда, когда это было возможно». Как отметила историк кино Джанин Бэйсингер, это помогало делать Манну мощные и искренние фильмы, но также приводило к тому, что на него не обращали должного внимания как на художника.
В 1940-е годы режиссёр Энтони Манн поставил несколько удачных низкобюджетных фильмов нуар, большинство из которых были сделаны в сотрудничестве с оператором Джоном Олтоном. Как отметил Арнольд, «их сотрудничество сегодня считается одним из самых выдающихся взаимоотношений между режиссёром и оператором в американском кинематографе. Их стили идеально подходили друг для друга, кажется, что каждый подпитывался сильными сторонами другого». По мнению Арнольда, наиболее значимыми среди их совместных работ были «фильмы „Агенты казначейства“ (1947) и „Грязная сделка“ (1948), два исключительных нуара, которые они сделали для независимой студии Eagle-Lion». Как отмечает Гленн Эриксон, «эти два достаточно популярные фильма нуар привлекли к Манну и Олтону внимание киноиндустрии». И когда Манна пригласили на Metro-Goldwyn-Mayer для постановки этого фильма, он «мудро взял с собой Олтона». Вскоре после этого фильма «как Манн, так и Олтон перейдут на картины категории А, и Манн поставит серию классических вестернов с Джеймсом Стюартом, начиная с картины „Винчестер 73“ (1950)». В свою очередь, Олтон перейдёт на высококлассные фильмы с участием Лиз Тейлор и почти сразу же завоюет Оскар за свой первый цветной фильм «Американец в Париже» (1951).
Как далее отмечает Арнольд, этот «фильм был чем-то вроде отхода от сложившегося амплуа для обоих исполнителей главных ролей. Так, Джордж Мерфи был известен прежде всего как звезда многочисленных романтических комедий, таких как „Том, Дик и Гарри“ (1941), а также мюзиклов, таких как „Для меня и моей девушки“ (1942)». В свою очередь, «Рикардо Монталбан обычно играл латинских любовников в фильмах студии Metro-Goldwyn-Mayer, и эта суровая драма стала для него попыткой порвать со своим устоявшимся образом». Гленн Эриксон также обратил внимание на то, что «Инцидент на границе» стал «драматическим дебютом на MGM для музыкального актёра этой студии Рикардо Монталбана, и он играет потрясающе». Как далее отметил Эриксон: «Я помню всего одну другую американскую звезду, которая играет мексиканского полицейского — и это Чарльтон Хестон в „Печати зла“ (1958) Орсона Уэллса».

## История создания фильма
В ноябре и декабре 1948 года журнал «Голливуд репортер» сообщал о том, что изначально фильм должны были делать продюсеры Обри Шенк и Уильям Катзелл для кинокомпании Eagle-Lion Films, и что производство картины должно было начаться в конце октября 1948 года на американо-мексиканской границе. В ноябре 1948 года «Голливуд репортер» также сообщил, что кинокомпания Metro-Goldwyn-Mayer приобрела у Eagle-Lion за 100 тысяч долларов права на уже завершённый сценарий и услуги режиссёра Энтони Манна. По информации «Нью-Йорк Таймс» от декабря 1948 года, MGM заплатила за сценарий 50 тысяч долларов, отметив, что первоначально он назывался Wetbacks (так называют мексиканских сельскохозяйственных рабочих, которые незаконно переправляются в США). Журнал Variety в ноябре 1948 года отметил, что студия Eagle-Lion продала историю MGM потому что запланированный бюджет в 650 тысяч долларов был слишком крупным для этой сравнительно небольшой независимой студии. Газета Daily Variety 20 декабря 1948 года сообщила, что новый генеральный продюсер MGM Дор Шори решил поставить серию фильмов со скромным по меркам студии бюджетом в 500 тысяч долларов, и «Инцидент на границе» станет тестовым фильмом этой серии. «Нью-Йорк Таймс» 21 декабря 1948 года также дала информацию, что этот фильм с бюджетом в 550 тысяч долларов должен стать частью новой серии недорогих картин MGM .
Как отметил историк кино Блейк Лукас, «Энтони Манн и Джон Олтон получили эту работу на MGM благодаря репутации, которую они создали себе фильмом „Агенты казначейства“ и другими своими картинами на Eagle Lion, и не удивительно, что Манн поставил фильм, близкий к „Агентам казначейства“».
Согласно информации «Нью-Йорк Таймс», картина снималась в приграничном регионе между Мексикой и Калифорнией. В материалах студии cказано, что часть съёмок производилась в приграничных городках Мехикали в Мексике, а также в Калехико и Эль Сентро в Калифорнии.

## Критика

### Общая оценка фильма
После выхода фильма на экраны критика была сдержана в его оценке. В частности, в рецензии журнала Variety было отмечено, что «произведённая на скромном бюджете, эта картина разворачивает перед зрителем обычную историю в полудокументальной оболочке». Фильм, по мнению издания, «хромает прежде всего из-за сценария, который трактует важную тему нелегальной иммиграции в США в рамках наивных понятий фильма о копах и грабителях». Кинообозреватель Босли Кроутер с юмором заметил в «Нью-Йорк Таймс», что «последними в ряду агентов государственных служб, которых изобретательные продюсеры „реалистических“ приключенческих фильмов сняли в героическом качестве, стали агенты службы иммиграции, и они выглядят в этом фильме MGM замечательно». Однако, по мнению Кроутера, «значительно больше, чем герои, впечатляет красивое место действия картины вдоль границы между Калифорнией и Мексикой. Снятый почти полностью на плоских плодородных фермерских землях к северу, и на песчаных холмах к югу от границы, этот рутинный приключенческий фильм обладает, по крайней мере, тем достоинством, что искренне передаёт драматическую силу этих мест». Критик считает, что «сама история ничем не замечательна. Это обычная история о копах и злодеях, где два агента иммиграционной службы, по одному из каждой страны, под различным прикрытием примыкают к вызывающей сочувствие группе мексиканских сельскохозяйственных рабочих, которых незаконно переправляют через границу». Эти агенты «с большими трудностями и опасностями должны узнать, как попадают в страну крестьяне, кто их эксплуатирует и почему». Однако, как замечает Кроутер, «во время их приключений беспрестанно возникает вопрос: „А была ли нужна эта поездка?“, и по нашему здравому заключению — нет, не нужна». В итоге, по мнению Кроутера, «вся история отдаёт отсутствием логики, натянутостью и нереалистичностью».
Современные критики оценивают картину более позитивно. В частности, Спенсер Селби назвал её «впечатляющим, жестоким полицейским фильмом, действие которого происходит в районе юго-западной границы». Майкл Кини заключил, что «это крайне жестокий и стремительный фильм нуар, захватывающая кульминация которого происходит в Каньоне смерти, название которого очень соответствует происходящему». Джефф Майер обратил внимание на то, что в этом фильме Манн «искусно применил потенциал нуаровой истории к необычной обстановке с помощью натурной съёмки на американо-мексиканской границе». Эндрю Дикос отметил, что «в этом квази-нуаровом полицейском процедурале Манн использует экспрессионистский стиль, чтобы подчеркнуть тяжесть эксплуатации нелегальных чужаков из Мексики».
По словам Джереми Арнольда, это «мрачный, захватывающий фильм нуар о нелегальной иммиграции на мексиканской границе. Картина особенно не перегружает себя политическими вопросами, показывая вместо этого несчастную долю иммигрантов, безжалостную жестокость контрабандистов и характерную для криминального жанра деятельность агентов, которым поручено внедриться в банду контрабандистов и уничтожить её». Деннис Шварц назвал картину «рутинной криминальной мелодрамой, которая выигрывает благодаря серьёзному взгляду на затронутую проблему», добавляя, что она «сильно поставлена, несмотря на то, что сам материал слишком знаком, чтобы чем-либо удивить». Он далее пишет, что фильм «сделан в полудокументальном стиле, который Манн уже использовал ранее в фильме „Агенты казначейства“». По мнению критика, эта лента «поднимается над ординарностью благодаря чёрно-белой операторской работе Джона Олтона с глубоким фокусом и вниманию к сумрачным сельскохозяйственным пейзажам южной Калифорнии». Шварц также указывает на то, что «фильм делает заявление на тему гражданских прав, представляя мексиканцев и американцев как равных, будь то преступники или те, кто стоит на страже закона». Блейк Лукас также обратил внимание на то, что «фильм показывает обоих агентов — американского и мексиканского — в эгалитарном духе, и оба в одинаковой степени симпатичны». Рецензент журнала TimeOut заметил, что, несмотря на «обычный сценарий», фильм «с блеском сияет по сравнению с более поздней „Границей“ (1982) Тони Ричардсона, который рассматривал ту же тему с вдвое большими амбициями и с вдвое меньшей убедительностью».
Хэл Эриксон обратил внимание на то, что фильм «представляет собой смелую, реалистичную криминальную драму, настолько далёкую от типичной картины MGM, насколько это только было возможно в 1949 году». Гленн Эриксон написал, что новый руководитель MGM «Дор Шари благословил этот жёсткий, крепкий нуар, который является именно тем типом мрачной смертельной драмы, которой (бывший руководитель студии) Луис В. Майер никогда бы не дал зелёный свет». Критик характеризует картину как «ранний полицейский процедурал, довольно близкий „Он бродил по ночам“ (1948) благодаря съёмке Олтона, но с необычным местом действия». Эриксон также замечает, что «хотя в финале картины закадровый рассказчик даёт понять, что иммиграционная служба существует для защиты прав угнетаемых брасеро (здесь можно вставить и саркастический смешок), „Инцидент на границе“ не отпускает зрителя, который продолжает думать о том, каково это быть разрубленным на части десятком ножей культиватора».

### Проблематика фильма
В центре внимания картины находится жестокая судьба мексиканских крестьян, которые в поисках заработка с риском для жизни переправляются через границу для работы на американских фермах. Журнал Variety, в частности, отметил, что «история имеет очень сильное начало, показывая тяжёлую участь мексиканских рабочих, которые ежегодно мигрируют на север для работы на американских фермах. Снятая на натуре, эта часть фильма придаёт картине ощущение аутентичности происходящего и оказывает сильное воздействие». Однако, по мнению рецензента, «когда сюжет переносит своё внимание на банду приграничных преступников, фильм, к сожалению, приобретает неубедительный привкус старомодной мелодрамы».
По словам Гленна Эриксона, «хотя в фильме и утверждается, что иммиграционная полиция всегда готова спасти мигрантов от опасности, тем не менее, фильм по крайней мере честен в показе жестокого и эксплуатационного характера перемещения мигрантов через нелегальные точки пересечения границы для сбора урожая в Эль Сентро». Как пишет Эриксон, даже сегодня «по-прежнему трудно найти газеты или телепрограммы, которые называли бы очевидную причину того, почему эта практика продолжает существовать — землевладельцы-фермеры хотят запуганную, дешёвую рабочую силу без прав и официального статуса. Они легко обманывают покорных мексиканцев и легко избавляются от них, когда те становятся обузой».

### Памятные сцены фильма
Историк кино Блейк Лукас указал на сходство «сцены из фильма „Агенты казначейства“, в которой агент О’Брайен должен бессильно наблюдать за тем, как убивают его напарника Дженаро, и сцены в „Инциденте на границе“, где на глазах Пабло трактор давит Бирнса». Вторая из этих сцен, по мнению Лукаса, «в визуальном плане впечатляет больше, когда крупный план живо ухватывает весь ужас Бирнса, отчаянно цепляющегося за землю в попытке спастись». Лукас полагает, что «эта сцена убийства стала одной из самых жутких в кинематографе того времени, и позднее её скопировали в фильме „Первоклассный товар“ (1972)». Гленн Эриксон также обращает внимание на то, что «сцена убийства Бирнса параллельна сцене убийства напарника в „Агентах казначейства“. Убийство Бирнса столь же шокирующе и вдвое более травматично: бандиты сначала ранят его, а затем переезжают на сельскохозяйственной машине. Лицо страдающего Мёрфи, который пытается выбраться из-под ножей разрыхлителя почвы, невозможно забыть». Эриксон замечает также, что эта сцена стала «самым заметным образцом нового акцента на экранный садизм» и предвестником «бума экранного насилия 1950-х годов».
Арнольд отметил ряд сцен в финальной части фильма, которая «является шедевром насыщенного саспенса». Сначала герой Монталбана «едва не попадается на водонапорной башне, затем он крадёт грузовик, после чего вынужден молча наблюдать за ужасающим убийством своего партнёра с помощью трактора». И, наконец, по словам Арнольда, «кульминационная сцена гибели в зыбучих песках также снята и смонтирована так, чтобы оказать максимально тревожное воздействие». Хэл Эриксон также отмечает в качестве «высших достижений фильма душераздирающий эпизод с механизированным плугом и кульминационную перестрелку в зыбучих песках».

### Оценка работы режиссёра и творческой группы
Критики высоко оценили работу Энтони Манна над этим фильмом. В частности, Variety написал, что «Манн, который был взят на MGM после своей выдающейся работы над фильмом „Он бродил по ночам“ для студии Eagle-Lion, добивается напряжённости действия, несмотря на то, что картина так и не выходит за схематичные рамки», а Кроутер отметил, что «Манн очень хорошо использовал камеру для того, чтобы передать геометрическую красоту ирригационных каналов и ферм в долине». По мнению современного критика Хэла Эриксона, «сценарист Джон С. Хиггинс и продюсер-режиссёр Энтони Манн ничего не смягчают в этой картине», в частности, «когда показывают шокирующее убийство одного из основных персонажей в середине фильма». Критики отметили также успешное сотрудничество Манна и оператора Олтона в этом фильме. В частности, журнал TimeOut считает, что «операторская работа Олтона вытаскивает фильм из рутины, помогая Манну придать рядовому героическому фильму качества фильма нуар». Гленн Эриксон отмечает, что «Олтон и Манн применяют различные операторские приёмы, в частности, используют драматическое освещение для усиления интереса к пыльному приграничному городу и ранчо», где развиваются основные события картины. По замечанию Блейка Лукаса, «операторская работа Олтона состоит главным образом из композиций с глубоким фокусом и сильным контрастом», при этом «контрастная постановка света особенно усиливает визуальное впечатление в мексиканских сценах фильма». Далее Лукас отмечает, что «Манн впервые в своей карьере использует пейзаж для драматического усиления морального и эмоционального воздействия, предвосхищая вестерны, которые он начнёт делать со следующего года». По мнению Арнольда, лента «великолепно снята выдающимся кинооператором Олтоном», становясь «отличным примером фильма, который превращает бедный бюджет в преимущество путём вовлечения зрителя в действие с помощью теней и световых эффектов».

### Оценка актёрской игры
Критики высоко оценили актёрскую игру в этом фильме. В частности, Variety написал, что исполнители главных ролей «Мерфи и Монталбан дают эффективную, неприукрашенную игру в этой истории без романтических сторон, а Говард да Сильва в роли главного бандита создаёт образ зловещего и при этом учтивого человека». По мнению Кроутера, «Мерфи и Монталбан играют энергичных и решительных офицеров иммиграции, а Говард да Сильва надлежащим образом зловреден в роли американского фермера, который использует труд нелегальных рабочих». Далее он пишет, что «Чарльз Макгроу злобен и жесток в роли бригадира-убийцы на ферме, а Арнольд Мосс и Альфонсо Бедойя забавны в ролях продажных мексиканцев». Кини обращает внимание на то, что «Монталбан уходит от своего имиджа „латинского любовника“, отлично исполняя роль мексиканского правительственного агента». Хэл Эриксон отмечает игру «актёров второго плана, среди которых известные ветераны фильмов нуар Говард да Сильва, Арнольд Мосс, Альфонсо Бедойя и Чарльз Макгроу», а Гленн Эриксон пишет, что «Манн использует пугающую группу плохих парней, демонстрирующих реальность исходящей от них угрозы. Чарльз Макгроу играет грубого и жестокого преступника, а Артур Ханникат — одинокого ковбоя, их руки по локоть в крови от убийств в интересах Парксона. Сам же Парксон в исполнении Говарда да Сильвы — это просто бизнесмен, который имеет дело с человеческой плотью и пытается удержать стройность более чем ненадёжных элементов своего предприятия».